# Dublin
Dublin (výslovnost [dablin], irsky Baile Átha Cliath [bʲlʲɑː ˈklʲiə]) je hlavní město Irské republiky a největší město Irska. Žije zde přibližně 593 tisíc obyvatel, celá aglomerace (Greater Dublin Area) pak zahrnuje asi 1,2 milionu obyvatel.
Metropolitní oblast Velkého Dublinu (GDA – Greater Dublin Area) zahrnuje město Dublin a oblasti Dun Laoghaire – Rathdown, Fingal, Kildare, Meath, Jižní Dublin a Wicklow.

## Historie

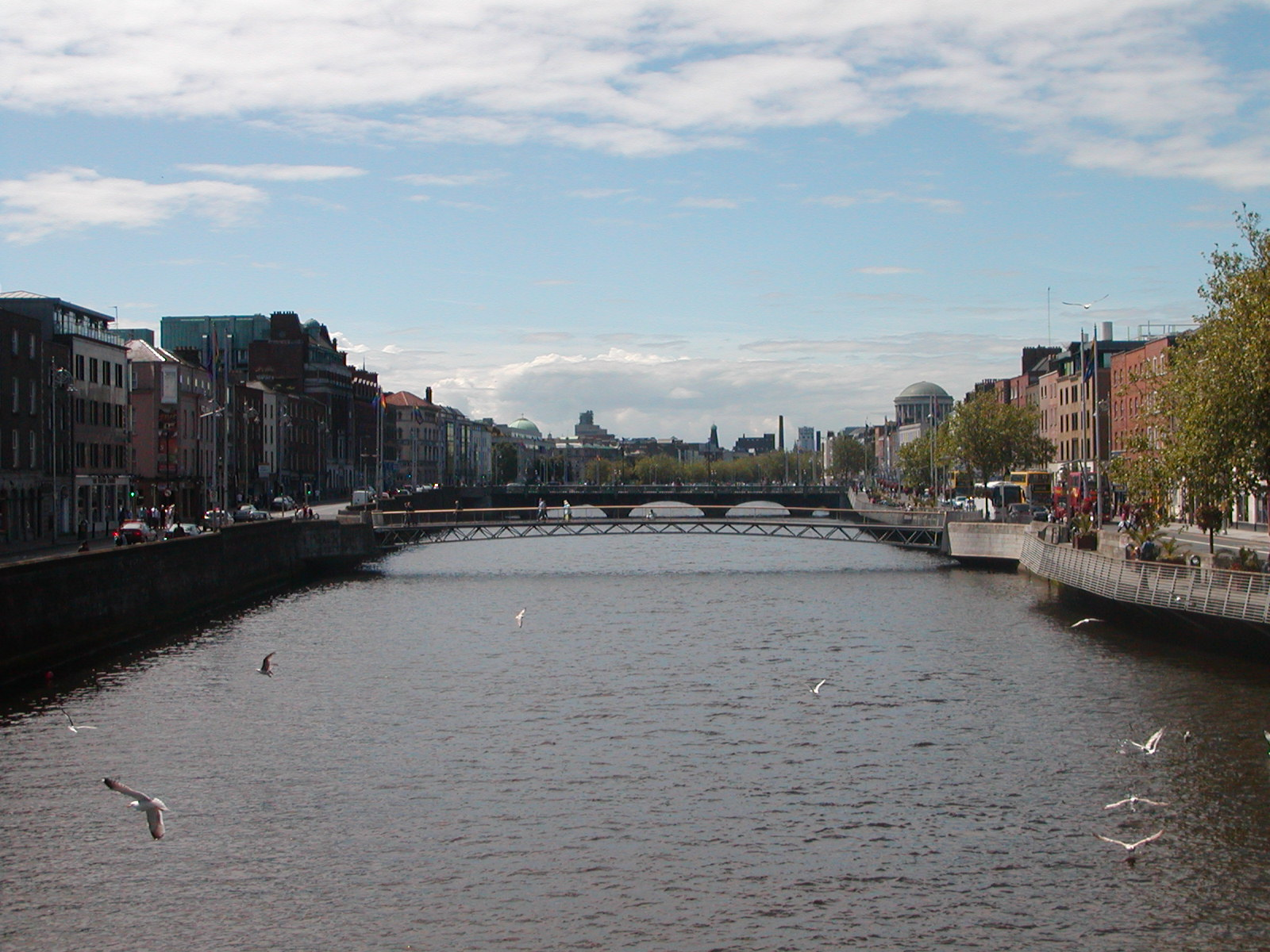
Dublin, řeka Liffey

Poprvé se o Dublinu pod jménem Eblana zmiňuje zeměpisec Klaudios Ptolemaios kolem roku 140 n. l., významnější roli však místo začalo hrát až na sklonku 1. tisíciletí. V 10. století zde poblíž sebe existovala dvě sídla – Vikinské sídliště, označované irsky An Dubh Linn („Tmavá tůň“), a keltská osada Áth Cliath („Proutěný brod“) o něco výše proti proudu. Jméno jedné z osad dalo základ pozdějšímu anglickému názvu, jméno druhé je dnes používáno v irštině. Právě ve vikinské osadě byla kolem roku 1030 založena dnešní katedrála Christ Church.
Roku 1169 se v Irsku vylodili Normané a záhy si podrobili nemalou část země. Z Dublinu učinili své správní středisko, které tak nahradilo někdejší symbolické sídlo irských králů, vrch Tara. Anglonormané počátkem 13. století vybudovali kamenný Dublinský hrad. Ještě po řadu staletí však zůstal přímý anglický vliv omezen na oblast bezprostředně kolem Dublinu, takzvané Koloví (the Pale), a několik dalších měst, zatímco na irském venkově stále vládl keltský jazyk a zvyky.
Od konce 16. století se Angličanům postupně dařilo prosadit svou nadvládu nad celým Irskem a podrobit si většinové katolické obyvatelstvo. Roku 1592 založila královna Alžběta I. Trinity College (kolej Nejsvětější Trojice). Převážně protestantský Dublin byl v 17. století vzkvétajícím obchodním městem. Za vlády Karla II. byly z iniciativy místodržícího Irska, hraběte z Ormondu, přeměněny dosavadní zadní trakty domů podél řeky Liffey na průčelí, čímž vznikla charakteristická dublinská nábřeží. Dnešní podoba vnitřního města pochází převážně z počátku georgiánské doby (1. polovina 18. století), kdy byly úzké středověké uličky nahrazeny širokými rovnými třídami a vznikla pětice velkých náměstí. Na význam města mělo negativní vliv zrušení samostatného irského (byť výhradně protestantského) parlamentu Zákonem o Unii s Velkou Británií roku 1801. Absence stovek peerů a poslanců a tisíců služebníků byla citelná; mnozí šlechtici prodali v tomto období své výstavné paláce v Dublinu. Růst města pokračoval, ale prohlubovala se i bída irského lidu. V roce 1845 byla ve městě založena Wesley College.
Teprve počátkem 20. století se irským vlastencům podařilo vymoci si sebeurčení na britské vládě. Připravovanou samosprávu Irska však oddálila první světová válka. Na Velikonoční pondělí 24. dubna 1916 se pokusili irští republikáni o vojenské povstání v Dublinu. Pod vedením Pádraiga (Patricka) Pearseho a Jamese Conollyho obsadili hlavní poštu a další důležité budovy. Nezískali však dostatečnou podporu a po sedmi dnech pouličních bojů museli před britskou přesilou kapitulovat. Šestnáct vůdců Velikonočního povstání skončilo před popravčí četou. Třebaže irská veřejnost se zprvu k povstání nepřidala, postupně se její sympatie přiklonily k poraženým bojovníkům. V prosincových volbách roku 1918 v Irsku jasně zvítězila strana Sinn Féin a většina jejích poslanců se místo cesty do Londýna sešla jako tzv. Dáil Éireann 21. ledna 1919 v Dublinu a vyhlásila zde Irskou republiku. Následovala více než dva roky trvající anglo-irská válka, jejímž výsledkem bylo roku 1922 uznání Irského svobodného státu na většině území Irska s Dublinem jako hlavním městem.

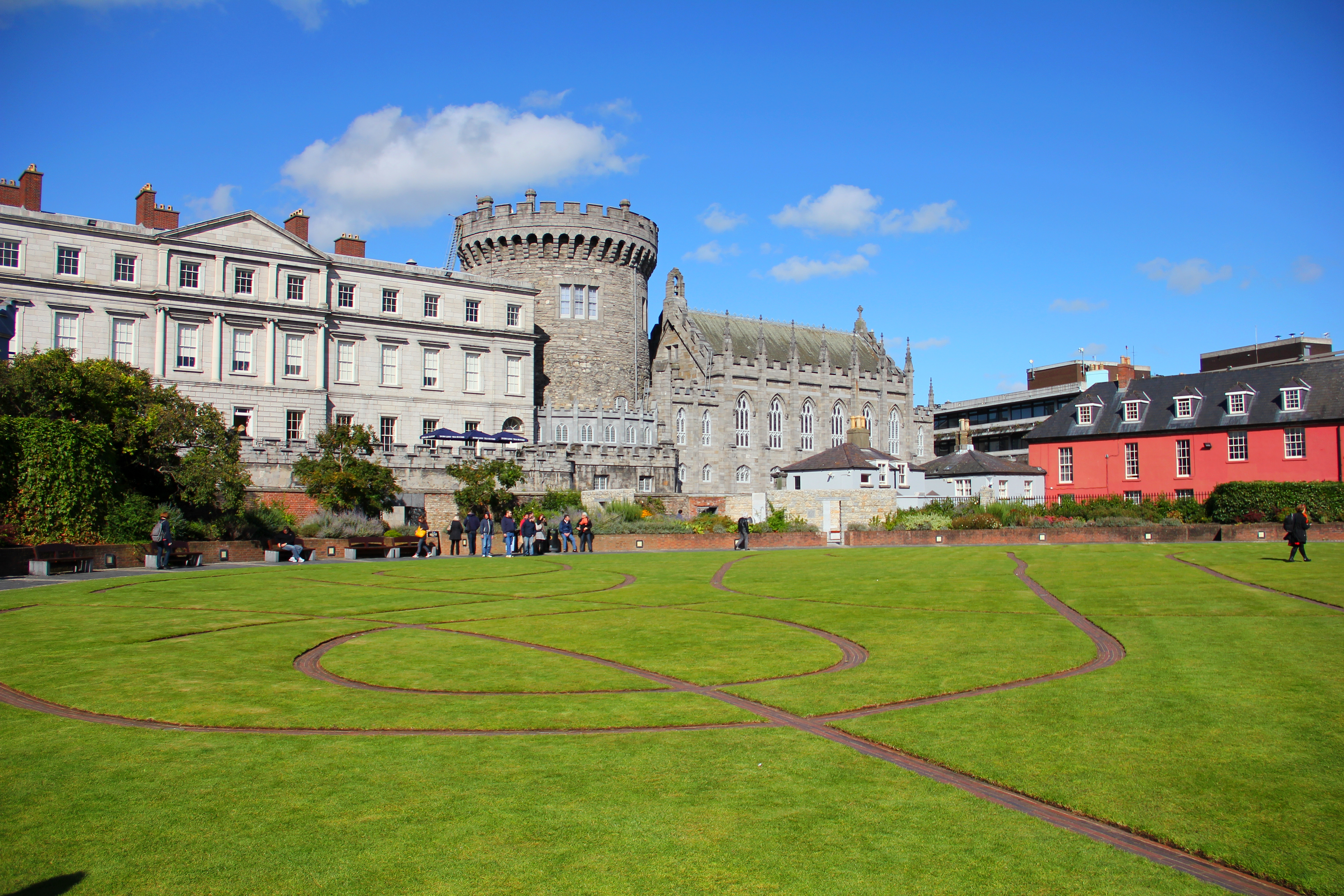
Dublin Castle

S nabytou svobodou se muselo město zotavovat ze škod napáchaných během bojů za nezávislost a občanské války (1916–1922), kdy byl střelbou značně poškozen Dublinský hrad, celní správa, hlavní pošta a řada dalších významných budov. Po nástupu Eamona de Valery do čela vlády (1932) byla realizována rozsáhlá výstavba domů pro sociálně slabší a plánovala se plošná asanace starých georgiánských staveb (jako symbolů anglické nadvlády) a jejich náhrada prezidentským palácem, národní katedrálou, národní galerií atd. Dříve než k tomu došlo, však vypukla druhá světová válka. Neutrální Irsko válkou neutrpělo žádné významnější škody. Od vládních asanačních plánů bylo po válce opuštěno (jako prezidentské sídlo nakonec posloužil bývalý místodržitelský palác), ale mnoho starých domů stejně zkáze neušlo s tím, jak je v 50.–70. letech nahrazovaly novostavby kancelářských budov; nová výstavba pohltila i vykopávky starého vikinského sídliště ve Wood Quay. Teprve od 80. let je kladen velký důraz na ochranu jedinečných klasicistních gregoriánských staveb, které jsou pro Dublin tím, čím například pro Prahu její barokní domy a paláce.

## Doprava

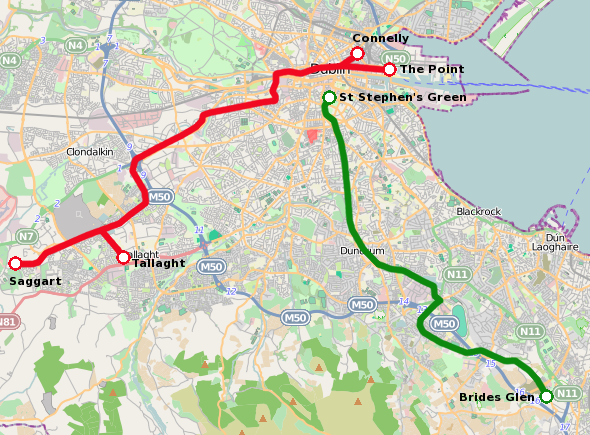
Zelené a červené dopravní linky LUAS

V Dublinu se nacházejí dvě letiště, jedno na severu města a  jedno na západě; více využívané je to severní, z kterého létají linky do USA, Velké Británie a díky společnosti Ryanair i do spousty evropských měst včetně Prahy. V Dublinu je také významný přístav, z kterého odplouvají lodě hlavně do Velké Británie, nejbližší britský přístav je ve městě Holyhead ve vzdálenosti sto dvacet kilometrů (plavba trvá 3–4 hodiny). Dublin je i důležitý železniční uzel, z kterého vyjíždějí vlaky do Belfastu a Corku. Městská hromadná doprava – jezdí zde běžné i dvoupodlažní autobusy, v MHD jsou integrované i příměstské vlakové linky a jako v jediném irském městě zde jezdí tramvaje, které místní obyvatelé označují termínem LUAS. Tramvajové linky existují v Dublinu dvě – jedna dlouhá zhruba 17,5 km a druhá 20,7 km. V současné době se vybudovala třetí tramvajová linka, která byla dokončena v roce 2017.[potřebuje aktualizovat]

## Poloha a podnebí

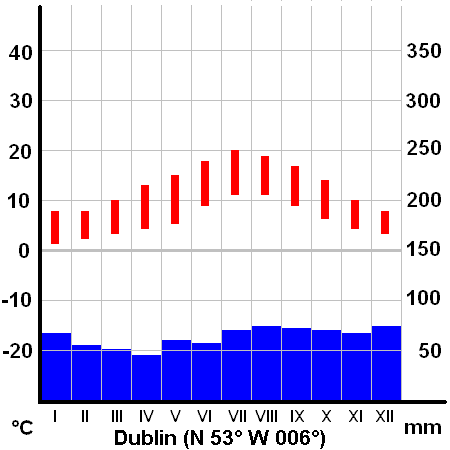
průměrné měsíční teploty a úhrny srážek v Dublinu

Dublin leží na východním pobřeží Irska při ústí řeky Liffey do Irského moře. Jeho průměrná nadmořská výška je 20 m. Řeka Liffey dělí město na Northside, chudší severní, a Southside, bohatší jižní část.
Podnebí je přímořské s poměrně teplou zimou a chladným létem. Roční průměrná teplota činí 10 °C (leden 5 °C, červenec 15 °C). Nejvyšší naměřená teplota byla 31 °C, nejnižší -15.7 °C . Úhrnem srážek (750 mm) patří Dublin k nejsušším oblastem Irska, ale dešťové přeháňky se vyskytují často (ročně prší, popřípadě sněží, v průměru 271 dnů). Vlhkost vzduchu se pohybuje mezi 75 % (květen) a 88 % (prosinec). V Dublinu foukají často silné větry, ale v ostatních částech země jsou i silnější. Větrno je po celý rok, především ale v zimě. Teplotní rozdíl mezi centrem města a jeho okrajem je poměrně malý (2 až 3 stupně). Letní teploty stojí v posledních letech výrazně nad průměrem. Od listopadu do dubna může sněžit, sníh se drží maximálně 3–5 dní v kuse. Kroupy padají častěji než sníh a nejčastější se vyskytují na přelomu podzimu a zimy. Bouřky jsou zaznamenány málokdy, hlavně je můžeme očekávat v létě.
| Dublin – podnebí            | Dublin – podnebí | Dublin – podnebí | Dublin – podnebí | Dublin – podnebí | Dublin – podnebí | Dublin – podnebí | Dublin – podnebí | Dublin – podnebí | Dublin – podnebí | Dublin – podnebí | Dublin – podnebí | Dublin – podnebí | Dublin – podnebí |
| Období                      | leden            | únor             | březen           | duben            | květen           | červen           | červenec         | srpen            | září             | říjen            | listopad         | prosinec         | rok              |
| --------------------------- | ---------------- | ---------------- | ---------------- | ---------------- | ---------------- | ---------------- | ---------------- | ---------------- | ---------------- | ---------------- | ---------------- | ---------------- | ---------------- |
| Nejvyšší teplota [°C]       | 12               | 12               | 14               | 16               | 19               | 21               | 22               | 22               | 20               | 17               | 14               | 12               | 22               |
| Průměrné denní maximum [°C] | 8                | 8                | 10               | 12               | 15               | 17               | 19               | 19               | 16               | 13               | 10               | 8                | 12,8             |
| Průměrná teplota [°C]       | 5,5              | 5,5              | 7                | 8,5              | 11,5             | 13,5             | 15,5             | 15,5             | 13               | 10               | 7                | 5,5              | 9,6              |
| Průměrné denní minimum [°C] | 3                | 3                | 4                | 5                | 8                | 10               | 12               | 12               | 10               | 7                | 4                | 3                | 6                |
| Nejnižší teplota [°C]       | −1               | −1               | 0                | 1                | 3                | 6                | 9                | 7                | 5                | 2                | 0                | −1               | −1               |
| Průměrné srážky [mm]        | 63               | 48               | 52               | 54               | 59               | 66               | 56               | 73               | 58               | 79               | 74               | 73               | 755              |
| Zdroj 1: Zdroj 2:           |                  |                  |                  |                  |                  |                  |                  |                  |                  |                  |                  |                  |                  |

## Pamětihodnosti
- Katedrála sv. Patrika – největší kostel v Irsku, katedrála z roku 1171, od 16. století protestantská, na níž působil téměř 30 let jako děkan autor Gulliverových cest Jonathan Swift. Je zde také pochován.
- Katedrála Christ Church (Katedrála Kristova) – nejstarší dublinská budova, původně z 11. století, dnešní novogotická podoba pochází z roku 1871. Chrám se pyšní prvky románské, anglické a novogotické architektury.
- Castle – Dublinský hrad s přepychovým vnitřním vybavením byl zbudován na příkaz krále Jana Bezzemka v letech 1204–1230.
- Irská národní galerie se sbírkami irského i evropského umění.
- Národní muzeum je zajímavé nejen svými sloupy a arkádami.
- Bank of Ireland – bývalé sídlo irského parlamentu se pyšní klasicistní fasádou.
- Kilmainham Gaol – národní památník Irska a jeho historie, bývalá věznice na západním okraji centra. Byla postavena v druhé pol. 18. stol. a zažila potlačení mnoha irských rebelií, v roce 1916 zde bylo popraveno 14 z 16 vůdců Velikonočního povstání.
- Trinity College – nejstarší irská univerzita, založená Alžbětou I. v roce 1591. Komplex historických budov na pravém břehu Liffey, s významnou knihovnou, ve které je uložen originál Knihy z Kellsu. Studoval zde také Bram Stoker, autor hororového románu Dracula.
- Writers Museum (Muzeum spisovatelů) – k vidění jsou zde nejen knihy, ale i osobní upomínkové předměty básníků.
- Customs House (Celnice) podle návrhu Jamese Gandona dostavěná roku 1791, je reprezentativní příklad klasicistního paláce ve stylu řecké antiky.
- Smithfield Chimney – 67 metrů vysoký komín, dnes slouží jako prosklená rozhledna.
- Phoenix Park s Áras an Uachtaráin (Prezidentským palácem).
- Ha'Penny Bridge (Půlpencový most) – nazvaný podle mýtného, které se na něm vybíralo až do počátku 20. století.
- The Spire of Dublin (Dublinský stožár), 120 metrů vysoký stožár z nerezové oceli na O'Connell Street patří k nejnovějším pozoruhodnostem města.
- Hlavní pošta (GPO – General Post Office) – stojí na O'Connelově ulici, centrum odporu a místo největších bojů Velikonočního povstání. V průčelí památník povstání v podobě umírajícího hrdiny CuChulainna.
- Grafton Street – třída v centru Dublinu, vedoucí od St. Stephen k Trinity College. Středisko obchodu a zábavy, pěší zóna, památník dublinské hrdinky Molly Malone.
- Guinness Storehouse – bývalé skladiště u St. James Gate, dnes muzeum pivovaru Guinness.
- Dublinská mešita – v bývalém presbyteriánském kostele.

17. března se v Dublinu slaví Den svatého Patrika, svátek Irů a irofilů po celém světě.
Na přelomu června a července se v Dublinu koná Jazz Festival.
Mezi místní speciality patří tmavé pivo Stout vařené v pivovaru Guinness.

## Osobnosti
- Jonathan Swift (1667–1745), anglický spisovatel a anglikánský kněz[4]
- Arthur Wellesley (1769–1852), 1. vévoda z Wellingtonu, anglický vojevůdce a politik, premiér Spojeného království[5]
- Thomas Moore (1779–1852), irský romantický básník[6]
- John Field (1782–1837), irský hudební skladatel, koncertní klavírista a hudební pedagog[7]
- William Rowan Hamilton (1805–1865), irský matematik, fyzik a astronom[8]
- Bram Stoker (1847–1912), irský spisovatel a divadelní kritik[9]
- Oscar Wilde (1854–1900), irský dramatik, básník, esejista a prozaik[10]
- George Bernard Shaw (1856–1950), irský dramatik, nositel Nobelovy ceny za literaturu za rok 1925[11]
- Frederick Trouton (1863–1922), irský fyzik, známý jako objevitel vztahu mezi vypařovacím teplem a teplotou varu (tzv. Troutonovo pravidlo)
- Patrick Pearse (1879–1916), irský politik, novinář, spisovatel a revolucionář, přední osobnost tzv. Velikonočního povstání[12]
- Samuel Beckett (1906–1989), irský dramatik a prozaik, nositel Nobelovy ceny za literaturu za rok 1969[13]
- Brendan Behan (1923–1964), irský spisovatel a politik[14]
- Brendan Gleeson (* 1955), irský herec[15]
- Stephen Roche (* 1959), bývalý irský profesionální cyklistický závodník[16]
- Bono (* 1960), irský zpěvák a frontman skupiny U2[17]
- Larry Mullen mladší (* 1961), bubeník skupiny U2[18]
- Liam Cunningham (* 1961), irský herec[19]
- Aidan Gillen (* 1968), irský herec[20]
- Glen Hansard (* 1970), herec a hudebník
- Andrew Scott (* 1976), irský herec[21]
- Caitriona Balfe (* 1979), irská herečka a modelka[22]
- Domhnall Gleeson (* 1983), irský herec[23]
- Brian Gleeson (* 1987), irský herec[24]
- Conor McGregor (* 1988), irský bojovník MMA[25]
- Markéta Irglová (* 1988), zpěvačka, žila zde v letech 2006–2009

## Partnerská města
- Barcelona, Španělsko